# Robert Wynn Carrington, I marchese di Lincolnshire
Charles Robert Wynn Carrington, I marchese di Lincolnshire (Londra, 16 maggio 1843 – Buckinghamshire, 13 giugno 1928) è stato un politico britannico.

## Biografia

### Infanzia ed educazione
Wynn Carrington nacque da Robert Carrington, II barone di Carrington, e da sua moglie Charlotte Augusta Drummond-Willoughby, figlia di Peter Drummond-Willoughby, XXII barone Willoughby de Eresby, e sorella di Albryc Srummond-Willoughby, XXIII barone Willoghby de Eresby. 
Per parte di padre discendeva da una famiglia di recente e piccola nobiltà ma la famiglia della madre era di origini antichissime e traeva le sue origini da Robert de Willoughby, I barone Willoughby de Eresby (1260-1317). Suoi fratelli minori furono sir William Carrington e Rupert Carrington, IV barone Carrington.
Fu educato all'Eton College e al Trinity College di Cambridge. Dalla morte di sua madre nel 1879 lui assunse ereditariamente il titolo di lord gran ciambellano d'Inghilterra e per licenza reale assunse il cognome di Wynn-Carrington nel 1896.

### Carriera politica
Fu eletto alla Camera dei Comuni nelle liste del Partito Liberale per Hugh Wycombe nel 1865 e succedette a suo padre tre anni dopo; servì sotto William Ewart Gladstone come "Capitano dell'Onorevole corpo dei Signori alle Armi" dal 1881 al 1885 e venne ammesso nel Privy Council.
Succedette a lord August Loftus come governatore del Nuovo Galles del Sud ed occupò questa carica tra il 12 dicembre 1885 e il 3 novembre 1890 e divenne cavaliere dell'Ordine di San Michele e San Giorgio; come governatore del Nuovo Galles del Sud gli succedette Victor Child Villiers, VII conte di Jersey.
 
Ricoprì la carica di "Lord Ciambellano del Casato" sotto Rosebery dal 1892 al 1895; fu creato visconte Wendover di Chepping Wycombe, nella contea di Buckingham, e conte Carrington.
Con il ritorno dei liberali al governo nel 1905 con Campbell-Bannerman divenne presidente del "Consiglio dell'Agricoltura" succedendo al conservatore Ailwyn Fellowes, I barone di Ailwyn.
Fu "Lord del Sigillo Privato" dal 1911 al 1912 facendo parte dei governi Campbell-Bannerman e Asquith; fu creato cavaliere dell'ordine della Giarrettiera nel 1906 e sei anni dopo venne elevato al rango di marchese di Lincolnshire.

### Massoneria
Fu iniziato in Massoneria nella "Isaac Newton University Lodge No. 859" della Gran Loggia unita d'Inghilterra, a Cambridge, il 28 Ottobre 1861 all'età di 18 anni, divenne compagno al Cairo 8 anni più tardi, e maestro nella Royal "York Lodge of Perseverance No. 7"  il 6 ottobre 1875. Il 3 gennaio 1882  divenne membro della "Royal Alpha Lodge No. 16". Benché non sia mai stato Maestro venerabile di una loggia, fu nominato primo Gran sorvegliante della Gran Loggia unita d'Inghilterra nel 1882.
Quando diventò governatore del Nuovo Galles del Sud riuscì a riunire le logge rivali inglesi e scozzesi in una Gran Loggia unita del Nuovo Galles del Sud. Non essendo mai stato installato come Maestro venerable di una loggia, fu dapprima fatto Maestro venerabile "a vista" della loggia "Ionic No. 15" e in seguito, nel 1890, fu nominato Gran maestro della Gran loggia provinciale del Buckinghamshire e, dopo cinque anni in questa carica, Gran rappresentante presso la Gran Loggia unita d'Inghilterra della Gran Loggia unita del Nuovo Galles del Sud.

### Famiglia
Sposò nel 1878 Cecilia Margaret Harbord, figlia di Charles Harbord, V barone di Suffield. Ebbero un figlio e cinque figlie. L'unico figlio, Albert Edward Charles Robert Wynn-Carington, Visconte Wendover (1895-1915) venne ucciso durante la prima guerra mondiale (era ufficiale della fanteria britannica di stanza in Francia).

### Morte
Morì nel giugno del 1928 a ottantacinque anni e il marchesato, la contea e la viscontea si estinsero con lui; sopravvisse però la baronia di Carrington: gli succedette il fratello minore Rupert Carrington, IV barone Carrington e questo titolo è portato ancora oggi da un suo discendente, Peter Carrington, VI barone Carrington.

## Ascendenza
|                                                          |                                |                                                      | Genitori                                          |  |  | Nonni |  |  | Bisnonni   |  |  | Trisnonni  |  |
|                                                          |                                |                                                      |                                                   |  |  |       |  |  | Abel Smith |  |  | Abel Smith |  |
|                                                          |                                |                                                      |                                                   |  |  |       |  |  | Abel Smith |  |  | Abel Smith |  |
|                                                          |                                | Jane Beaumont                                        |                                                   |  |  |       |  |  | Abel Smith |  |  |            |  |
| Robert Smith, I barone Carrington                        |                                |                                                      |                                                   |  |  |       |  |  | Abel Smith |  |  |            |  |
|                                                          |                                | Mary Bird                                            | Thomas Bird                                       |  |  |       |  |  |            |  |  |            |  |
|                                                          |                                | Mary Bird                                            | Thomas Bird                                       |  |  |       |  |  |            |  |  |            |  |
|                                                          |                                | Mary Bird                                            | Elizabeth Martyn                                  |  |  |       |  |  |            |  |  |            |  |
| Robert Carrington, II barone Carrington                  |                                | Mary Bird                                            |                                                   |  |  |       |  |  |            |  |  |            |  |
|                                                          |                                | Lewyns Boldero-Barnard                               | Edward Gale Boldero                               |  |  |       |  |  |            |  |  |            |  |
|                                                          |                                | Lewyns Boldero-Barnard                               | Edward Gale Boldero                               |  |  |       |  |  |            |  |  |            |  |
|                                                          |                                | Lewyns Boldero-Barnard                               | Mary Lewyns                                       |  |  |       |  |  |            |  |  |            |  |
| Anne Boldero-Barnard                                     |                                | Lewyns Boldero-Barnard                               |                                                   |  |  |       |  |  |            |  |  |            |  |
|                                                          |                                | Anne Popplewell                                      | William Popplewell                                |  |  |       |  |  |            |  |  |            |  |
|                                                          |                                | Anne Popplewell                                      | William Popplewell                                |  |  |       |  |  |            |  |  |            |  |
|                                                          |                                | Anne Popplewell                                      | Mercy Bromehead                                   |  |  |       |  |  |            |  |  |            |  |
| Robert Wynn-Carrington, I marchese di Lincolnshire       |                                | Anne Popplewell                                      |                                                   |  |  |       |  |  |            |  |  |            |  |
|                                                          | Peter Burrell, I barone Gwydyr | Peter Burrell                                        |                                                   |  |  |       |  |  |            |  |  |            |  |
|                                                          | Peter Burrell, I barone Gwydyr | Peter Burrell                                        |                                                   |  |  |       |  |  |            |  |  |            |  |
|                                                          | Peter Burrell, I barone Gwydyr | Elizabeth Lewis                                      |                                                   |  |  |       |  |  |            |  |  |            |  |
| Peter Drummond-Burrell, XXII barone Willoughby de Eresby | Peter Burrell, I barone Gwydyr |                                                      |                                                   |  |  |       |  |  |            |  |  |            |  |
|                                                          |                                | Priscilla Bertie, XXI baronessa Willoughby de Eresby | Peregrine Bertie, III duca di Ancaster e Kesteven |  |  |       |  |  |            |  |  |            |  |
|                                                          |                                | Priscilla Bertie, XXI baronessa Willoughby de Eresby | Peregrine Bertie, III duca di Ancaster e Kesteven |  |  |       |  |  |            |  |  |            |  |
|                                                          |                                | Priscilla Bertie, XXI baronessa Willoughby de Eresby | Mary Panton                                       |  |  |       |  |  |            |  |  |            |  |
| Charlotte Drummond-Willoughby                            |                                | Priscilla Bertie, XXI baronessa Willoughby de Eresby |                                                   |  |  |       |  |  |            |  |  |            |  |
|                                                          |                                | James Drummond, I barone Perth                       | James Drummond                                    |  |  |       |  |  |            |  |  |            |  |
|                                                          |                                | James Drummond, I barone Perth                       | James Drummond                                    |  |  |       |  |  |            |  |  |            |  |
|                                                          |                                | James Drummond, I barone Perth                       | Rachel Bruce                                      |  |  |       |  |  |            |  |  |            |  |
| Sarah Drummond                                           |                                | James Drummond, I barone Perth                       |                                                   |  |  |       |  |  |            |  |  |            |  |
|                                                          |                                | Clementina Elphinstone                               | Charles Elphinstone, X lord Elphinstone           |  |  |       |  |  |            |  |  |            |  |
|                                                          |                                | Clementina Elphinstone                               | Charles Elphinstone, X lord Elphinstone           |  |  |       |  |  |            |  |  |            |  |
|                                                          |                                | Clementina Elphinstone                               | Clementina Fleming                                |  |  |       |  |  |            |  |  |            |  |
|                                                          |                                | Clementina Elphinstone                               |                                                   |  |  |       |  |  |            |  |  |            |  |